# Piper maranyonense
Piper maranyonense är en pepparväxtart som beskrevs av William Trelease. Piper maranyonense ingår i släktet Piper och familjen pepparväxter. Inga underarter finns listade i Catalogue of Life.